# Daniel Radcliffe

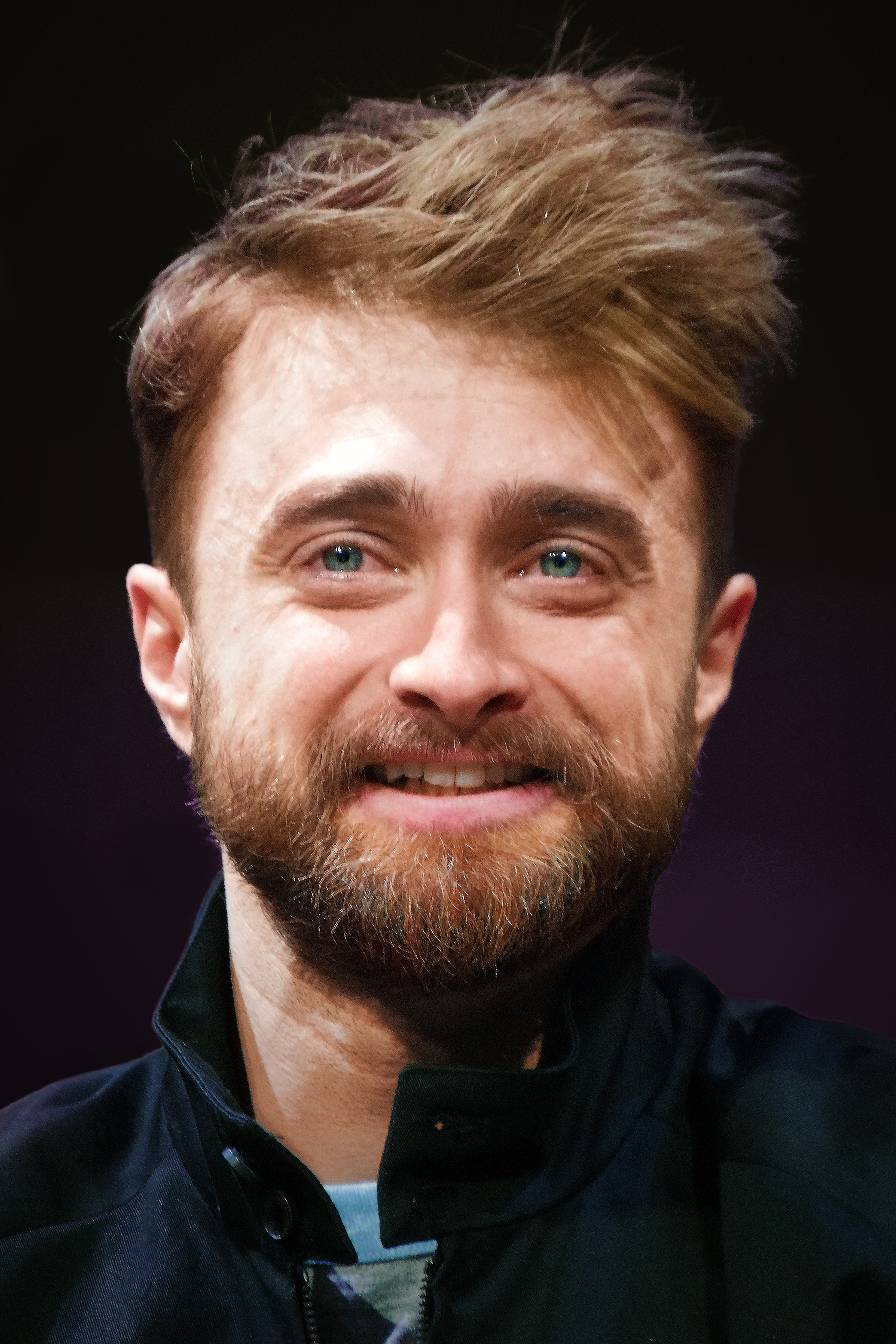
Daniel Radcliffe (2022)

Daniel Jacob Radcliffe (* 23. Juli 1989 in Fulham, London, England) ist ein britischer Schauspieler. Weltweit bekannt wurde er durch seine Verkörperung von Harry Potter in den Verfilmungen der gleichnamigen Romane von Joanne K. Rowling.

## Leben
Daniel Radcliffe wurde 1989 als einziges Kind des Literaturagenten Alan George Radcliffe und der Casting-Agentin Marcia Jeannine Gresham (geborene Jacobson) in einem Krankenhaus in West-London geboren. Sein Vater ist Protestant und stammt aus Nordirland, seine in Südafrika geborene Mutter ist eine aschkenasische Jüdin. Die Vorfahren seiner Mutter waren jüdische Einwanderer aus Polen und Russland und ihr Nachname Gresham ist eine Anglisierung von Gershon. Daniel Radcliffe selbst bezeichnet sich als Atheist.
Radcliffe ist einer der bekanntesten finanziellen Unterstützer des Trevor Project. Der Schauspieler leidet nach eigener Aussage an einer leichten Form von Dyspraxie und Cluster-Kopfschmerz. Eigenen Angaben zufolge hatte Radcliffe bis 2010 wegen des Erfolgsdrucks durch die Harry-Potter-Filme ein Alkoholproblem.
Seit 2012 ist Radcliffe mit der US-amerikanischen Schauspielerin Erin Darke liiert, die er während der Dreharbeiten zu Kill Your Darlings kennengelernt hatte. Die beiden wurden 2023 Eltern. Er lebt abwechselnd in seiner ursprünglichen Heimatstadt London sowie in New York City, wo er seit 2007 zusätzlich eine Wohnung in Manhattan besitzt.

## Karriere

### 1999–2003: Erste Rollen und Durchbruch alsHarry Potter
Daniel Radcliffe spielte bereits 1999 im Alter von zehn Jahren in der britischen Fernsehproduktion David Copperfield, einer Verfilmung des Romans von Charles Dickens, den jungen David Copperfield. Sein Kinodebüt absolvierte er 2001 als Leinwandsohn von Jamie Lee Curtis und Geoffrey Rush in John Boormans John-le-Carré-Verfilmung Der Schneider von Panama.
Regisseur Chris Columbus war ursprünglich durch David Copperfield auf Radcliffe aufmerksam geworden und hielt den damals Elfjährigen für den idealen Harry Potter. Allerdings erteilten Radcliffes Eltern den Filmproduzenten nach deren Anfrage für eine Besetzung zuerst eine Absage, da sie befürchteten, dass ihr Sohn durch die Rolle unter zu starken öffentlichen Druck geraten und dadurch auch seine Schullaufbahn zu sehr leiden könnte. Erst nach einer weiteren, zufälligen Begegnung während einer Theateraufführung konnten die Produzenten die Eltern überzeugen, ihre Zustimmung für die Besetzung des Sohnes zu geben. 2001 wurde Radcliffe aufgrund des großen Erfolges von Harry Potter und der Stein der Weisen genau wie seine beiden Schauspielkollegen Emma Watson und Rupert Grint, die Hermine Granger und Ron Weasley verkörperten, auf einen Schlag weltweit bekannt. Der Film wurde von Kritikern und Publikum sehr positiv aufgenommen und entwickelte sich mit einem Einspielergebnis von über 900 Millionen US-Dollar zum kommerziell erfolgreichsten Film des Kinojahres 2001. 2002 kam mit Harry Potter und die Kammer des Schreckens eine erste Fortsetzung in die Kinos. Im November und Dezember 2002 war Radcliffe der Überraschungsgast in mehreren Vorstellungen der mit dem Olivier Award preisgekrönten Komödie The Play What I Wrote, die Kenneth Branagh (mit dem Radcliffe auch im zweiten Harry-Potter-Film zusammen vor der Kamera gestanden hatte) am Wyndham’s Theatre im Londoner West End inszenierte.

### 2004–2011: Fortsetzungen der Harry-Potter-Verfilmungen und weitere Rollen
Die Titelrolle des jungen Zauberers setzte Radcliffe auch in den (ebenfalls sehr erfolgreichen) Nachfolgefilmen Harry Potter und der Gefangene von Askaban (2004) und Harry Potter und der Feuerkelch (2005) fort. Die Zukunft der Filmreihe schien für kurze Zeit in der Schwebe zu stehen, als Radcliffe und seine beiden Schauspielkollegen, Grint und Watson, nach dem vierten Film zögerten, ihre Verträge für die weiteren Verfilmungen zu verlängern. Anfang 2007 waren die Verhandlungen jedoch erfolgreich abgeschlossen und der fünfte Film der Reihe, Harry Potter und der Orden des Phönix, feierte im Juli desselben Jahres Premiere. Im gleichen Jahr war Radcliffe in der Hauptrolle des Waisenkindes Maps in dem australischen Filmdrama December Boys zu sehen und übernahm in dem Fernsehfilm My Boy Jack die Rolle des John Kipling, Sohn des Schriftstellers Rudyard Kipling, der als Soldat an der Front im Ersten Weltkrieg spurlos verschwindet. Der Film und auch Radcliffes Darbietung erhielten relativ wohlwollende Kritiken. Ebenfalls 2007 folgte sein Theaterdebüt in Peter Shaffers Equus, wo er in der Rolle des psychisch gestörten Stalljungen Alan Strang am Gielgud Theatre in London Erfolge feiern konnte. Diese Rolle beinhaltete eine Nacktszene von Radcliffe.
2008 zählte er laut der amerikanischen Forbes zu den am besten verdienenden Jungschauspielern in Hollywood. Zwischen Juni 2007 und Juni 2008 erhielt er Gagen in Höhe von 19 bis 25 Mio. US-Dollar und rangierte vor den Amerikanerinnen Miley Cyrus (* 1992; 15–25 Mio. US-Dollar) und Mary-Kate und Ashley Olsen (* 1986; 15–22 Mio. US-Dollar) an der Spitze der Gehaltsliste.

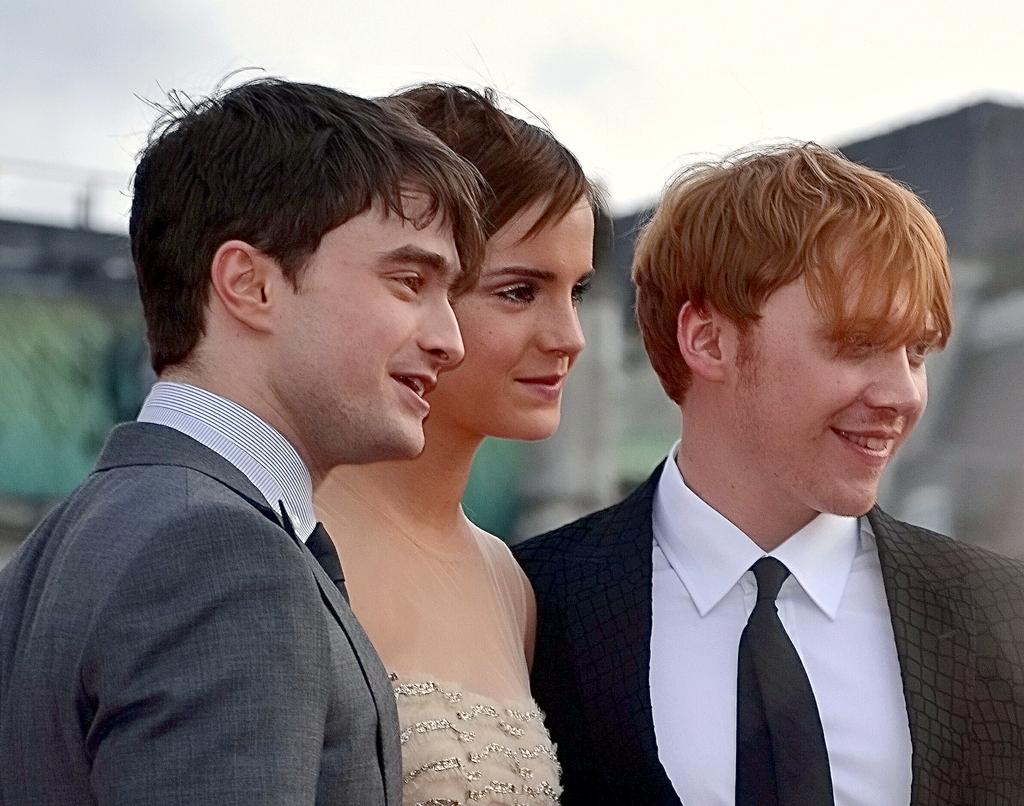
Daniel Radcliffe, Emma Watson und Rupert Grint (2011)

Im Juli 2009 feierte schließlich der sechste Teil der Potter-Reihe, Harry Potter und der Halbblutprinz, Premiere und war auch finanziell wieder außerordentlich erfolgreich. Für Harry Potter und die Heiligtümer des Todes, das letzte Buch der Reihe, welches in zwei Filme aufgeteilt wurde, stand Radcliffe sowohl für Teil 1 als auch für Teil 2 erneut in der Titelrolle vor der Kamera. Der erste Teil startete im November 2010, während der zweite Film im Juli 2011 Premiere hatte. Der Abschluss der Harry-Potter-Saga, Harry Potter und die Heiligtümer des Todes – Teil 2, entwickelte sich mit einem Einspielergebnis von über 1,3 Milliarden US-Dollar zum finanziell erfolgreichsten Film der ganzen Reihe und des Kinojahres 2011. Auch die Filmkritiker nahmen das Finale der Potter-Reihe positiv auf und lobten Radcliffes darstellerische Leistung.

### Seit 2011: Schauspielprojekte nachHarry Potter
Nach dem Abschluss der Harry-Potter-Verfilmungen wurde es ruhiger um den einstigen Hauptdarsteller. Zwar blieb Radcliffe durchgängig als Schauspieler aktiv, nahm jedoch von weiteren Big-Budget-Produktionen Abstand und wandte sich zunehmend dem Independent-Film-Bereich zu. 2010 schloss sich eine Sprecherrolle in der Kultserie Die Simpsons an. 2011 verkörperte er die Rolle des J. Pierrepont Finch in dem Broadway-Musical How to Succeed in Business Without Really Trying, welches am New Yorker Al Hirschfeld Theatre seine Erstaufführung hatte. Radcliffe erhielt für seine Darbietung Nominierungen für diverse Theaterpreise und auch das Musical selber wurde für mehrere Tony Awards nominiert. 2012 spielte er die Hauptrolle in dem Horrorfilm Die Frau in Schwarz, der sich auch an den Kinokassen zu einem bescheidenen Erfolg entwickelte. Ab Dezember 2012 war er neben Jon Hamm in der Miniserie A Young Doctor’s Notebook des Senders Sky Arts als Dr. Vladimir Bomgard zu sehen, wo er die jüngere, Hamm die ältere Version des Protagonisten spielte. 2013 folgten Hauptrollen in den Filmprojekten Kill Your Darlings – Junge Wilde, The F-Word – Von wegen nur gute Freunde! und Horns, die jedoch allesamt zu kommerziellen Misserfolgen wurden. 2015 verkörperte er in Victor Frankenstein – Genie und Wahnsinn die Rolle des Igor, 2016 übernahm er eine Rolle in dem Thriller Die Unfassbaren 2. Dort agierte er an der Seite von Schauspielkollegen wie Michael Caine, Morgan Freeman und Woody Harrelson. Aufmerksamkeit erlangte er im selben Jahr auch durch seine Hauptrolle in dem Kriminalfilm Imperium, in welchem er einen FBI-Ermittler verkörperte, der sich als Undercover-Agent in die Skinhead-Szene einschleust.

## Auszeichnungen

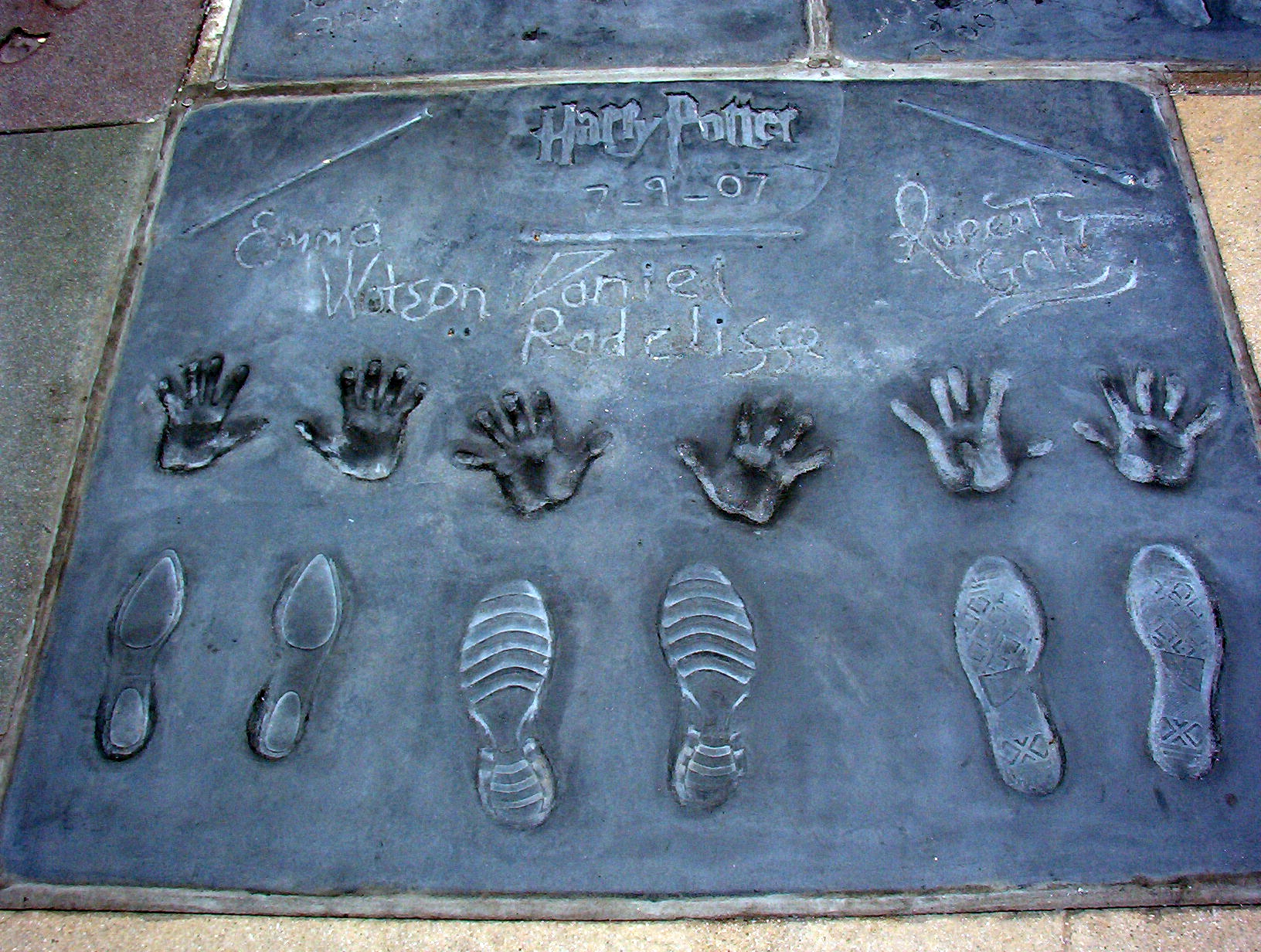
Abdrücke der Hände, Füße und Zauberstäbe von Emma Watson, Daniel Radcliffe und Rupert Grint vor dem Grauman’s Chinese Theatre

Im Laufe seiner schauspielerischen Tätigkeit wurde Daniel Radcliffe von verschiedenen Institutionen geehrt. Seinen ersten Filmpreis erhielt er 2001 vom Hollywood Women’s Press Club als männliche Entdeckung des Jahres.
Einen Großteil der Auszeichnungen erhielt er für seine Darstellung des Harry Potter. So wurde er von 2001 bis 2005 und 2007 von der deutschen Jugendzeitung Bravo ein Bravo Otto in der Kategorie männlicher Filmstar bzw. Kinostar (ab 2004) verliehen: 2001 und 2002 in Silber, 2003 in Bronze, 2004 in Silber und 2005 sowie 2007 in Gold.
Im Juli 2007 verewigten sich Daniel Radcliffe, Emma Watson und Rupert Grint gemeinsam mit Abdrücken ihrer Hände, Füße und Zauberstäbe vor dem Grauman’s Chinese Theatre in Los Angeles.
Am 12. November 2015 erhielt Radcliffe den 2565. Stern auf dem Hollywood Walk of Fame in der Kategorie Film.
Am 16. Juni 2024 erhielt er seinen ersten Tony Award als Bester Nebendarsteller in einem Musical für das Stück Merrily We Roll Along.

## Filmografie

### Kino
- 2001: Der Schneider von Panama (The Tailor of Panama)
- 2001: Harry Potter und der Stein der Weisen (Harry Potter and the Philosopher’s Stone)
- 2002: Harry Potter und die Kammer des Schreckens (Harry Potter and the Chamber of Secrets)
- 2004: Harry Potter und der Gefangene von Askaban (Harry Potter and the Prisoner of Azkaban)
- 2005: Harry Potter und der Feuerkelch (Harry Potter and the Goblet of Fire)
- 2005: Foley and McColl: This Way Up (Kurzfilm)
- 2007: Harry Potter und der Orden des Phönix (Harry Potter and the Order of the Phoenix)
- 2007: December Boys
- 2009: Harry Potter und der Halbblutprinz (Harry Potter and the Half-Blood Prince)
- 2010: Harry Potter und die Heiligtümer des Todes – Teil 1 (Harry Potter and the Deathly Hallows: Part I)
- 2011: Harry Potter und die Heiligtümer des Todes – Teil 2 (Harry Potter And The Deathly Hallows: Part II)
- 2012: Die Frau in Schwarz (The Woman in Black)
- 2013: Kill Your Darlings – Junge Wilde (Kill Your Darlings)
- 2013: The F-Word – Von wegen nur gute Freunde! (The F Word)
- 2013: Horns
- 2015: Dating Queen (Trainwreck)
- 2015: Victor Frankenstein – Genie und Wahnsinn (Victor Frankenstein)
- 2015: The Gamechangers
- 2016: Swiss Army Man
- 2016: Die Unfassbaren 2 (Now You See Me 2)
- 2016: Imperium
- 2017: Lost in London
- 2017: Jungle
- 2018: Der Kurier – In den Fängen des Kartells (Beast of Burden)
- 2019: Playmobil – Der Film (Playmobil: The Movie, Stimme)
- 2019: Guns Akimbo
- 2020: Flucht aus Pretoria (Escape from Pretoria)
- 2022: The Lost City – Das Geheimnis der verlorenen Stadt (The Lost City)
- 2022: Weird: Die Al Yankovic Story (Weird: The Al Yankovic Story)
- 2023: David Holmes: Der Junge, der überlebt hat (David Holmes: The Boy Who Lived, Dokumentarfilm)

### Fernsehen
- 1999: David Copperfield (Fernseh-Zweiteiler)
- 2006: Extras (Folge Die Daniel-Radcliffe-Episode)
- 2007: My Boy Jack (Fernsehfilm)
- 2010, 2014: Die Simpsons (The Simpsons, 2 Folgen, Stimme)
- 2012: Robot Chicken (Folge 6x09 Eis-Mann-Stiel, Stimme)
- 2012–2013: A Young Doctor’s Notebook (8 Folgen)
- 2015: BoJack Horseman (Folge 2x08 Finden wir es heraus, Stimme)
- 2019–2023: Miracle Workers
- 2020: Unbreakable Kimmy Schmidt (Spezial: „Unbreakable Kimmy Schmidt: Kimmy vs. the Reverend“)
- 2022: Rückkehr nach Hogwarts (Harry Potter 20th Anniversary: Return to Hogwarts) (Fernsehspecial)

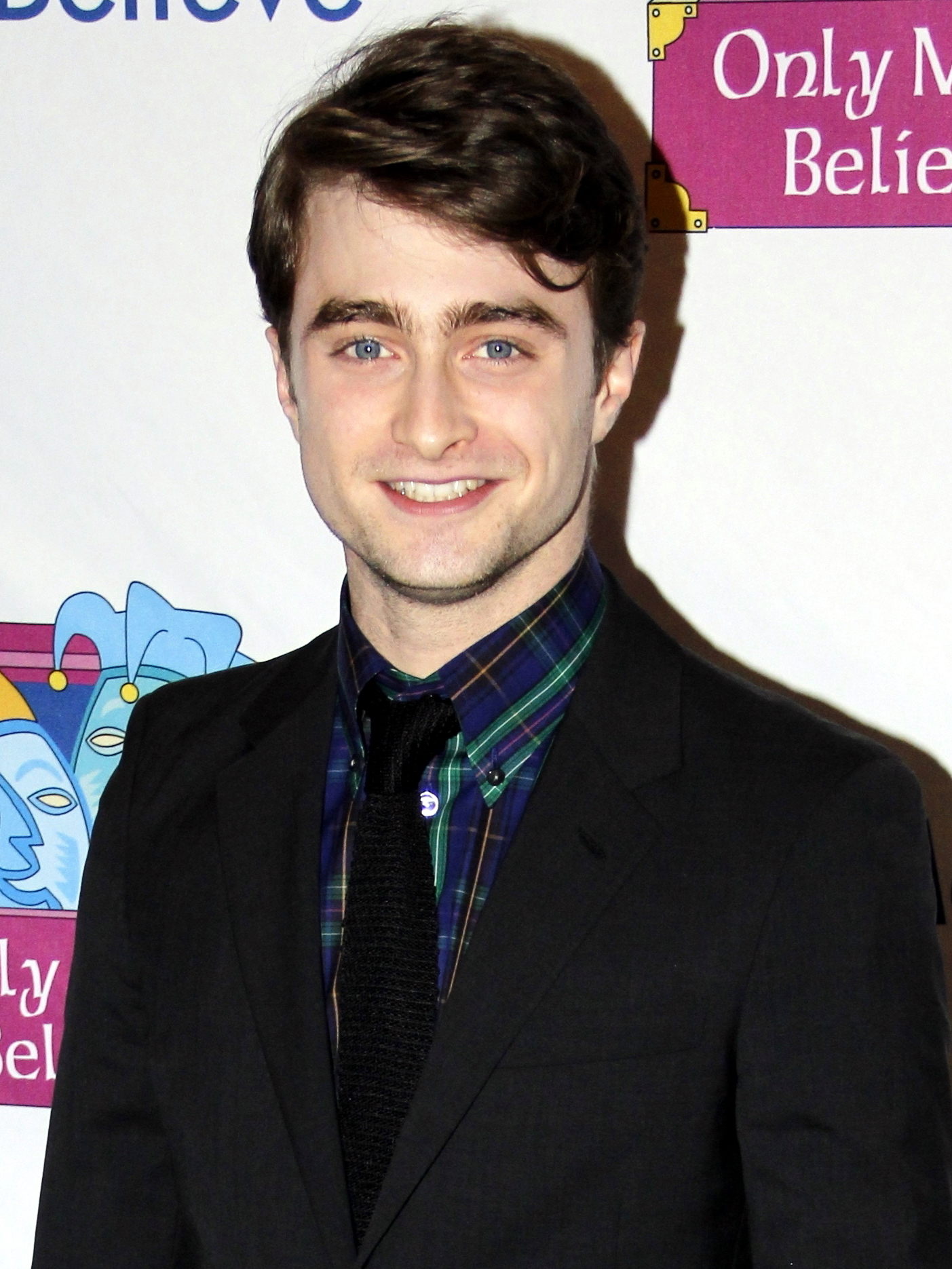
Daniel Radcliffe am Broadway (2011)

## Theater
- 2002: The Play What I Wrote (West End) – Gastauftritt
- 2007: Equus (West End) – als Alan Strang
- 2008–2009: Equus (Broadway) – als Alan Strang
- 2011–2012: How to Succeed in Business Without Really Trying (Broadway) als J. Pierrepont Finch
- 2013: The Cripple of Inishmaan (West End) – als Billy Claven
- 2014: The Cripple of Inishmaan (Broadway) – als Billy Claven
- 2017: Rosencrantz and Guildenstern Are Dead (Old Vic Theatre, London)
- 2018–2019: The Lifespan of a Fact (Broadway)
- 2020: Endgame (Old Vic Theatre, London)[27]
- 2022–2023: Merrily We Roll Along (Broadway, New York)

## Musikvideo
- 2012: Beginners von Slow Club

## Synchronisation
Seit dem Film Harry Potter und der Gefangene von Askaban hat sich Nico Sablik (bis auf wenige Serienauftritte) als Radcliffes deutsche Standardstimme etabliert. Zuvor wurde er in den ersten beiden Harry-Potter-Filmen von Tim Schwarzmaier gesprochen.